# Portrait d'un homme (Corneille de Lyon)
Pour les articles homonymes, voir Portrait d'un homme.
Portrait d'un homme est un tableau de Corneille de Lyon réalisé vers 1545-1550.

## Description
« Corneille, comme souvent, s'est appliqué à faire ressortir les poils de la barbe sur le fond vert. Les ombres modèlent fermement un visage fin et décidé. ».